# Summer of '69
"Summer of '69" is een rocknummer, geschreven door de Canadese muzikant Bryan Adams en Jim Vallance voor Adams' vierde studioalbum Reckless uit 1984. Het is de vierde single van het album, welke oorspronkelijk op 17 juni 1985 op single werd uitgebracht. In juni 1990 werd de single heruitgegeven.

## Achtergrond
De plaat werd een wereldwijde hit en behaalde in de Verenigde Staten de 5e positie in de Billboard Hot 100. In Adams' thuisland Canada werd de 11e positie bereikt en in het Verenigd Koninkrijk de 42e positie in de UK Singles Chart. In Duitsland werd de 42e positie behaald.
Summer Of ’69 was in 1985 aanvankelijk geen hit in Nederland en bereikte destijds de drie hitlijsten (Nederlandse Top 40, Nationale Hitparade en de TROS Top 50) op Hilversum 3 niet. Ook in de Europese hitlijst op Hilversum 3, de TROS Europarade, werd géén notering behaald.
Ook in België werden toen de hitlijsten niet bereikt.
De single werd in juni 1990 opnieuw uitgebracht in Europa.
In Nederland was de plaat op zondag 29 juli 1990 de 336e Speciale Aanbieding bij de KRO op toen Radio 3 en werd Adams' eerste top 10-hit in Nederland en in de destijds twee hitlijsten op de nationale publieke popzender. De plaat bereikte de 5e positie in de Nederlandse Top 40 en de 4e positie in de Nationale Top 100.
In België bereikte de plaat de 8e positie in zowel de voorloper van de Vlaamse Ultratop 50 als de Vlaamse Radio 2 Top 30. In Wallonië werd géén notering behaald.
De titel van de plaat verwijst letterlijk naar de zomer van het jaar 1969, maar het daadwerkelijke onderwerp is discutabel. Het nummer gaat volgens schrijver Jim Vallance inderdaad gewoon over de zomer van dat jaar, maar Bryan Adams geeft zelf aan dat er een seksuele verwijzing in zit.

## Opname
Kort na een tour ter promotie van zijn derde album Cuts Like a Knife, begon hij met het schrijven en opnemen van de nieuwe nummers, waaronder dit nummer. "Summer of '69" werd op 25 januari 1984, samen met Jim Vallance geschreven. Het nummer is opgenomen in de studio Little Mountain Sound in Vancouver, Canada. "Summer of '69" werd gemixt op 22 november 1984.

## Tracklist
| Nr. | Titel                    | Schrijver(s)    | Duur |
| --- | ------------------------ | --------------- | ---- |
| 1.  | Summer of '69            | Adams, Vallance | 3:32 |
| 2.  | Kids Wanna Rock          | Adams, Vallance | 2:35 |
| 3.  | The Best Was Yet to Come | Adams, Vallance | 2:52 |

## Personeel
- Bryan Adams - gitaar, zang
- Keith Scott - elektrische gitaar
- Dave Taylor - basgitaar
- Pat Steward - drums

## Hitnoteringen

### Nederlandse Top 40
| Hitnotering: 11-08-1990 t/m 27-10-1990 | Hitnotering: 11-08-1990 t/m 27-10-1990 | Hitnotering: 11-08-1990 t/m 27-10-1990 | Hitnotering: 11-08-1990 t/m 27-10-1990 | Hitnotering: 11-08-1990 t/m 27-10-1990 | Hitnotering: 11-08-1990 t/m 27-10-1990 | Hitnotering: 11-08-1990 t/m 27-10-1990 | Hitnotering: 11-08-1990 t/m 27-10-1990 | Hitnotering: 11-08-1990 t/m 27-10-1990 | Hitnotering: 11-08-1990 t/m 27-10-1990 | Hitnotering: 11-08-1990 t/m 27-10-1990 | Hitnotering: 11-08-1990 t/m 27-10-1990 | Hitnotering: 11-08-1990 t/m 27-10-1990 | Hitnotering: 11-08-1990 t/m 27-10-1990 |
| Week:                                  | 1                                      | 2                                      | 3                                      | 4                                      | 5                                      | 6                                      | 7                                      | 8                                      | 9                                      | 10                                     | 11                                     | 12                                     |                                        |
| -------------------------------------- | -------------------------------------- | -------------------------------------- | -------------------------------------- | -------------------------------------- | -------------------------------------- | -------------------------------------- | -------------------------------------- | -------------------------------------- | -------------------------------------- | -------------------------------------- | -------------------------------------- | -------------------------------------- | -------------------------------------- |
| Positie:                               | 31                                     | 19                                     | 11                                     | 9                                      | 6                                      | 5                                      | 6                                      | 8                                      | 14                                     | 23                                     | 33                                     | 39                                     | uit                                    |

### Nationale Top 100
| Hitnotering: 21-07-1990 t/m 10-11-1990 | Hitnotering: 21-07-1990 t/m 10-11-1990 | Hitnotering: 21-07-1990 t/m 10-11-1990 | Hitnotering: 21-07-1990 t/m 10-11-1990 | Hitnotering: 21-07-1990 t/m 10-11-1990 | Hitnotering: 21-07-1990 t/m 10-11-1990 | Hitnotering: 21-07-1990 t/m 10-11-1990 | Hitnotering: 21-07-1990 t/m 10-11-1990 | Hitnotering: 21-07-1990 t/m 10-11-1990 | Hitnotering: 21-07-1990 t/m 10-11-1990 | Hitnotering: 21-07-1990 t/m 10-11-1990 | Hitnotering: 21-07-1990 t/m 10-11-1990 | Hitnotering: 21-07-1990 t/m 10-11-1990 | Hitnotering: 21-07-1990 t/m 10-11-1990 | Hitnotering: 21-07-1990 t/m 10-11-1990 | Hitnotering: 21-07-1990 t/m 10-11-1990 | Hitnotering: 21-07-1990 t/m 10-11-1990 | Hitnotering: 21-07-1990 t/m 10-11-1990 | Hitnotering: 21-07-1990 t/m 10-11-1990 |
| Week:                                  | 1                                      | 2                                      | 3                                      | 4                                      | 5                                      | 6                                      | 7                                      | 8                                      | 9                                      | 10                                     | 11                                     | 12                                     | 13                                     | 14                                     | 15                                     | 16                                     | 17                                     |                                        |
| -------------------------------------- | -------------------------------------- | -------------------------------------- | -------------------------------------- | -------------------------------------- | -------------------------------------- | -------------------------------------- | -------------------------------------- | -------------------------------------- | -------------------------------------- | -------------------------------------- | -------------------------------------- | -------------------------------------- | -------------------------------------- | -------------------------------------- | -------------------------------------- | -------------------------------------- | -------------------------------------- | -------------------------------------- |
| Positie:                               | 93                                     | 71                                     | 57                                     | 30                                     | 13                                     | 9                                      | 7                                      | 6                                      | 5                                      | 4                                      | 5                                      | 9                                      | 14                                     | 24                                     | 37                                     | 66                                     | 84                                     | uit                                    |

### NPO Radio 2 Top 2000
| Nummer met noteringen in de NPO Radio 2 Top 2000 | '99 | '00 | '01 | '02 | '03 | '04 | '05 | '06 | '07 | '08 | '09 | '10 | '11 | '12 | '13 | '14 | '15 | '16 | '17 | '18 | '19 | '20 | '21 | '22 | '23 | '24 |
| ------------------------------------------------ | --- | --- | --- | --- | --- | --- | --- | --- | --- | --- | --- | --- | --- | --- | --- | --- | --- | --- | --- | --- | --- | --- | --- | --- | --- | --- |
| Summer of '69                                    | 45  | 43  | 94  | 51  | 57  | 59  | 88  | 109 | 98  | 77  | 139 | 131 | 107 | 145 | 167 | 197 | 147 | 150 | 145 | 148 | 134 | 128 | 154 | 157 | 171 | 158 |

1. ↑  Een vetgedrukt getal geeft de hoogste notering aan.

### JOE FM Hitarchief Top 2000
| "Summer of '69" | "Summer of '69" | "Summer of '69" | "Summer of '69" | "Summer of '69" | "Summer of '69" | "Summer of '69" | "Summer of '69" | "Summer of '69" |
| Jaar            | 2009            | 2010            | 2011            | 2012            | 2013            | 2014            | 2015            | 2016            |
| --------------- | --------------- | --------------- | --------------- | --------------- | --------------- | --------------- | --------------- | --------------- |
| Positie         | 2               | 2               | 2               | 3               | 1               | 3               | 2               | 2               |

- MusicBrainz release group: 9af34b77-84cc-486d-bff5-126e09aa5e38
- MusicBrainz work: 9604422e-df7a-3528-9c25-c3afa67678ae